# Giuseppe Ivan Soffiato
Giuseppe Ivan Soffiato (5 luglio 1968) è un ex giavellottista italiano.

## Biografia
Ex atleta del Gruppo Sportivo Fiamme Azzurre, ha un record personale di 76,56 m ottenuto a Schio il 5 marzo 1995.
È stato campione italiano nel 1995 con la misura di 73,96 m.

## Campionati nazionali
- 1 volta campione nazionale assoluto del lancio del giavellotto (1995)

1995
- Oro ai Campionati italiani assoluti (Cesenatico), lancio del giavellotto - 73,96 m